# Morsiglia
Morsiglia (en cors Mursiglia) és un municipi francès, situat a la regió de Còrsega, al departament d'Alta Còrsega. L'any 1999 tenia 123 habitants.

## Demografia
| 1962 | 1968 | 1975 | 1982 | 1990 | 1999 |
| ---- | ---- | ---- | ---- | ---- | ---- |
| 107  | 137  | 125  | 119  | 110  | 123  |

## Administració
| Període | Identitat   | Partit | Qualitat |  |
| ------- | ----------- | ------ | -------- |  |
| 2001-   | Yves Stella | PNC    |          |  |